# 995年
| 千纪： | 1千纪 |
| 世纪： | 9世纪 \| 10世纪 \| 11世纪                                                                                      |
| 年代： | 960年代 \| 970年代 \| 980年代 \| 990年代 \| 1000年代 \| 1010年代 \| 1020年代                                   |
| 年份： | 990年 \| 991年 \| 992年 \| 993年 \| 994年 \| 995年 \| 996年 \| 997年 \| 998年 \| 999年 \| 1000年               |
| 纪年： | 乙未年（羊年）；于阗天兴十年；契丹統和十三年；北宋至道元年；大理明統四年；越南應天二年；日本正曆六年，長德元年 |

## 大事记
- 一月，宋朝軍隊在子河汊之戰阻截入侵的遼軍。
- 二月，宋朝軍隊攻克四川，剿滅王小波、李順起義餘部。
- 四月，宋朝軍隊在雄州之戰阻截入侵的遼軍。

## 出生
- 卡紐特大帝，英格蘭和挪威國王。（1035年逝世，80岁）